# Cyathea decrescens
Cyathea decrescens är en ormbunkeart som beskrevs av Georg Heinrich Mettenius och Oskar Kuhn. Cyathea decrescens ingår i släktet Cyathea och familjen Cyatheaceae.

## Underarter
Arten delas in i följande underarter:
- C. d. cristata
- C. d. hirsutifolia
- C. d. manongarivensis
- C. d. quadrata